# Frenzy
Frenzy  er en Thriller fra 1972 instrueret af Alfred Hitchcock.

## Medvirkende
- Jon Finch som Richard Blaney
- Alec McCowen som Oxford
- Barry Foster som Robert Rusk
- Billie Whitelaw som Hetty Porter
- Anna Massey som Babs Milligan
- Barbara Leigh-Hunt som Brenda Blaney
- Bernard Cribbins som Felix Forsythe
- Vivien Merchant som Mrs. Oxford
- Michael Bates som Spearman
- Jean Marsh som Monica Barling
- Alfred Hitchcock som Tilskuer